# Другий уряд Роберта Фіцо
Другий уряд Роберта Фіцо — уряд Словацької Республіки прем'єр-міністра Роберта Фіцо, що діяв з 4 квітня 2012 року до 23 березня 2016 року.

## Склад міністрів

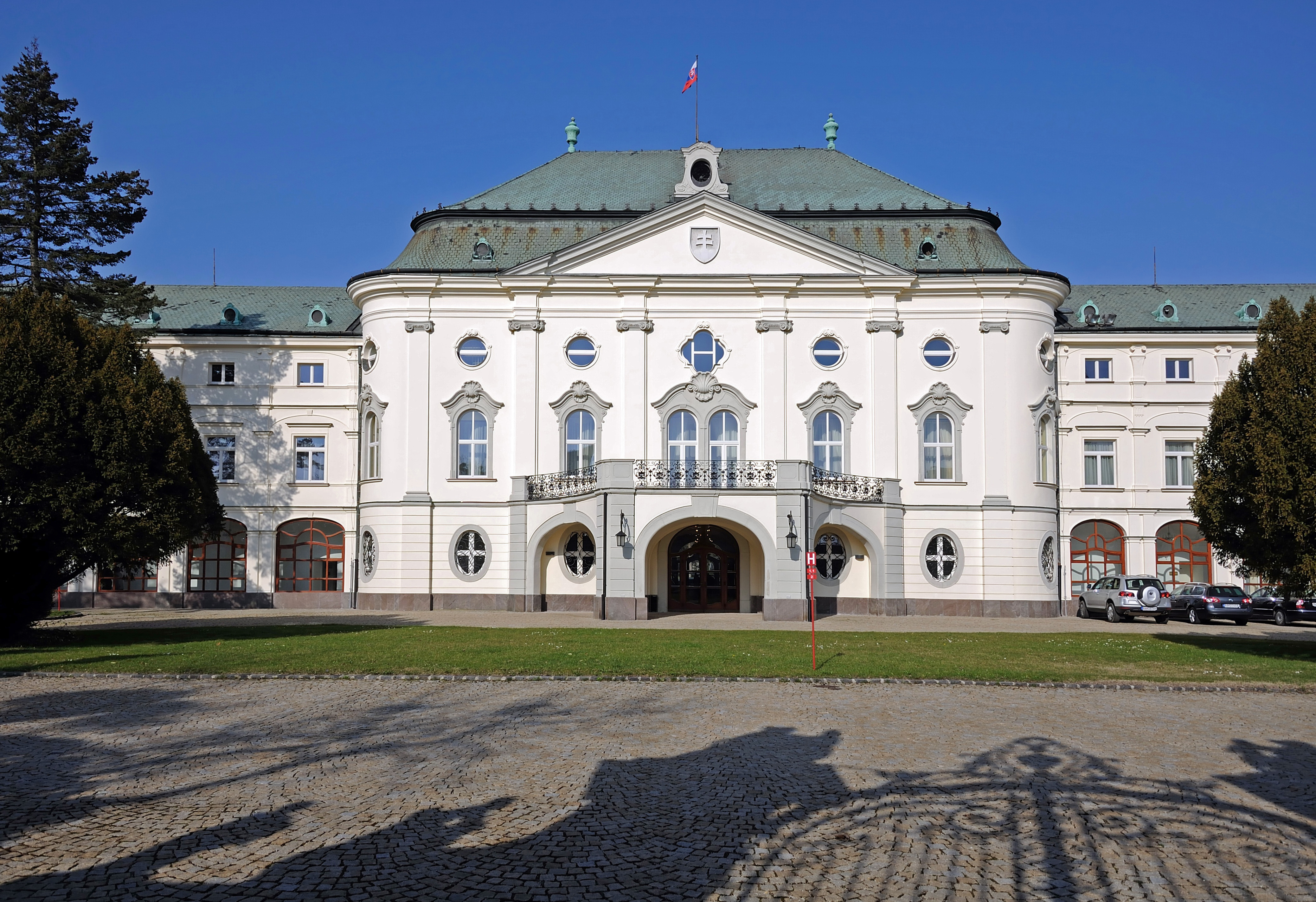
Будинок уряду